# Andreninae
Sous-famille
Les Andreninae sont une sous-famille d'insectes hyménoptères de la famille des Andrenidae.

## Liste des tribus
Selon BioLib (27 aout 2021) :
- Andrenini
- Euherbstiini

## Liste des genres
- Alocandrena Michener, 1986
- Ancylandrena Cockerell, 1930
- Andrena Fabricius, 1775
- Euherbstia Friese, 1925
- Megandrena Cockerell, 1927
- Orphana Vachal, 1909